# Ola Fløttum
Pour les articles homonymes, voir Fløttum.
Ola Fløttum, né le 5 août 1972, est un musicien et compositeur norvégien.

## Biographie
Ola Fløttum a été un membre des groupes The White Birch (en) et Salvatore (en), et a composé la musique de films comme Reprise (2006), Oslo, 31 août (Oslo, 31. august, 2011), Snow Therapy (Turist, 2014), Natür Therapy (Mot naturen, 2014) et Plus fort que les bombes (2015).

## Filmographie partielle

### Au cinéma
- 2003 : Une étreinte
- 2004 : Les Étrangers
- 2006 : Reprise
- 2007 : Interlude
- 2008 : Sommerhuset
- 2009 : I skuggan av värmen
- 2011 : Fjellet
- 2011 : Konsert for Maria
- 2011 : Oslo, 31. august de Joachim Trier
- 2011 : Levis hest
- 2013 : Förtroligheten
- 2013 : TPB AFK: The Pirate Bay Away from Keyboard
- 2014 : Turist
- 2014 : Mot naturen
- 2015 : Plus fort que les bombes (Back Home, aussi  Louder Than Bombs) de Joachim Trier
- 2016 : An Insignificant Man
- 2017 : Bright Nights (Helle Nächte) de Thomas Arslan
- 2017 : Oskars Amerika
- 2017 : From the Balcony: Fra Balkongen
- 2017 : Thelma de Joachim Trier
- 2021 : Julie (en 12 chapitres) (Verdens verste menneske) de Joachim Trier

## Récompenses et distinctions
Reprise a remporté le prix de la meilleure musique de film au festival du film d'Angers en 2007.